# Sleeper (historieta)
Sleeper es una historieta que mezcla género negro, espionaje y superhéroes creada por el escritor y guionista estadounidense Ed Brubaker y por el artista británico Sean Phillips. La serie fue publicada por la compañía de cómics estadounidense WildStorm, bajo su subsello para adultos Eye of the Storm, entre marzo de 2003 y julio de 2005. Concebida originalmente como una serie limitada de 12 números, su enorme éxito de público y crítica junto con un final abierto propiciaron la renovación para un segundo volumen, siendo finalmente 24 el total de números de la serie. Ha sido reeditada en varios formatos y traducida a distintos idiomas, entre ellos el español, además de suponer el espaldarazo definitivo para la carrera profesional de su creador, Ed Brubaker.

## Gestación
El origen de Sleeper se remonta al 2002, año en el que Brubaker, junto con el artista Colin Wilson, crearon una miniserie de 5 números llamada Point Blank, también publicada por WildStorm. Si bien esta serie limitada es independiente a Sleeper, puede servir como prólogo a ésta, ya que los sucesos narrados en Point Blank enlazan con el comienzo de Sleeper, y ambas presentan personajes y temática en común. Aunque la calidad tanto del argumento como del dibujo es bastante inferior a Sleeper, Brubaker trazó las líneas maestras de lo que posteriormente desarrollaría con mayor eficacia, realizando aquí una primera aproximación a un cóctel que incluía los bajos fondos del sistema criminal, mezclados con espionaje de agencias gubernamentales, todo ello envuelto en un entorno superheroico de post- humanos.
Al finalizar la miniserie, Brubaker quiso continuar explorando ese universo, y encontró la respuesta positiva de Jim Lee y de Scott Dumbier, presidente y editor jefe de la compañía, a quienes la idea de explorar esos mundos les convencía sobremanera.
Así pues, Brubaker decidió continuar la historia de Point Blank en una nueva serie, pero de manera que fuera posible engancharse a esta nueva serie sin haber leído la primera. Nació así Sleeper, para la cual Point Blank sirve como precuela, pero funciona de manera independiente.

## Título
El título del cómic está tomado del adjetivo Sleeper (en castellano, durmiente) usado habitualmente para designar una célula o elemento terrorista que se encuentra oculto y sin actividad, a la espera de recibir órdenes para actuar. Dado que el protagonista de la historia es un agente de las fuerzas de seguridad infiltrado en una organización criminal, aislado de los organismos oficiales debido a que el único conocedor de la tapadera está en coma, la elección del título parece obvio, pues el personaje se encuentra en un estadio permanente de stand by, sin la posibilidad de tener conocimiento de sus siguientes instrucciones.

## Creadores
- El autor es Ed Brubaker[6][7] (Maryland, 17 de noviembre de 1966) un guionista estadounidense de cómics. Ha trabajado para editoriales de renombre como DC comics y Marvel, entre otras y en títulos como Batman, Capitán América o Daredevil. Ha sido reconocido con premios como el Eisener (2007) o el Harvery (2007).

- Sean Phillips[8][9] (Gran Bretaña, 25 de enero de 1965) es el encargado de la ilustración: del dibujo, el entintado y las portadas. Ha trabajado para DC comics y en otros proyectos como WildC.A.T.s, Batman y Hellblazer.

- Los encargados del color son: Tony Aviña, Carrie Strachan y Alec Sinclair, famoso por trabajar con Jim Lee y Scott Williams.

## Edición
La edición original de Sleeper salió al mercado en 12 volúmenes de 24 páginas en 2003 de mano del subsello para adultos Eye of Storm propiedad de WildStorm. La serie sería continuada con una segunda temporada el año siguiente.
En España la editorial Planeta DeAgostini compró los derechos de la primera temporada, la cual lanzó en mayo del 2004 con el mismo formato que la versión americana, sería publicada mensualmente hasta ser completada en abril del 2005.Sin embargo, la editorial decidió no editar la segunda temporada. Los derechos fueron comprados por Norma Editorial a WildStorm y en noviembre de 2006 comienza a publicar toda la serie, incluyendo la precuela, Point Blank. El resto de la serie salió al mercado entre enero y abril de 2007 con los títulos: “A su suerte’’, “Todo es mentira’’, “Una línea borrosa’’ y “El largo camino a casa’’.

## Argumento
Holden Carver, alias “El Conductor” debido a sus singulares poderes, es un miembro que escala vertiginosamente en la jerarquía de una poderosa organización criminal secreta dirigida por el oscuro TAO. Este grupo terrorista ha intensificado recientemente sus actividades ilícitas, contando con la participación de criminales posthumanos en sus filas. Debido al peligro que supone este grupo terrorista, las autoridades encargan a la agencia del Gobierno conocida como Operaciones Especiales la tarea de infiltrar en las filas enemigas a un topo, con el objetivo de recabar información sobre la conexión que articule las acciones aparentemente inconexas de TAO. El elegido es Holden Carver, número dos de Operaciones Especiales y mano derecha de su director, Jack Lynch, quien resulta ser el único hombre que conoce la verdadera naturaleza de agente doble que desempeña Carver. Así pues, este debe renunciar a su antigua vida, sin tener la posibilidad de establecer contacto con sus seres amados, en especial con su exnovia, una agente secreto del MI69 a la que aún no ha podido olvidar.
Sin embargo, cuando Lynch es tiroteado y queda en coma, la vida de Carver sufrirá un vuelco inesperado; aislado en un entorno enemigo y sin posibilidad de recibir instrucciones de sus superiores, irá estrechando lazos cada vez más fuertes con sus compañeros, descubriendo que la línea que separa a ambos bandos es fina y translúcida, y que la única opción de supervivencia es ser sólo leal a sí mismo.

## Historia
Sleeper se desarrolla en una realidad alternativa cuya principal diferencia es la presencia de superhéroes, llamados posthumanos en la novela. Estos surgen de experimentos y operaciones secretas del Gobierno, lo que le confiere un aspecto más realista a la serie. Aunque no podemos encuadrar en ningún punto exacto de la Historia los sucesos acontecidos, podríamos situarla en las décadas de los 90 y el 2000, contemporáneamente a cuando fue publicada, ya que en la serie se mencionan elementos tecnológicos como Internet y otros similares, que tuvieron auge en ese momento.

## Estructura
Este comic book está dividido en dos temporadas de doce capítulos cada una, sobre un total de 24 capítulos. Esta división en temporadas no fue algo casual, sino que Brubaker quiso seguir la senda de la nueva oleada de series de televisión, dando especial relevancia a la construcción de personajes, cosa que, a su juicio, sólo podría conseguir emulando el formato de las series de televisión de cable norteamericanas. Así pues, cada número equivale a un episodio auto conclusivo que funciona a modo de subargumento, aunque forma parte de una historia más global dentro de la temporada, que engloba a todos los personajes. Los primeros números comenzaron a publicarse en marzo del año 2003, y el último se publicó en julio del 2005.
Los capítulos suelen arrancar mediante el uso de prolepsis, que es un recurso narrativo que consiste en la interrupción de línea cronológica de la narración para darle a conocer al lector un hecho que tendrá lugar en el futuro. Brubaker pretende así ayudar al lector a entender los hechos que suceden en la narración, pues da pistas durante el episodio de hacia dónde se dirige la trama. El manejo de la elipsis resulta también clave para el devenir de la historia, pues el autor juega con los espacios en blanco, eliminando lo innecesario para darle ritmo a la historia mediante el uso de elipsis inherentes.
Al leer Sleeper, el lector se encuentra mayoritariamente con un punto de vista subjetivo: el narrador de la historia es el propio protagonista. En Point Blank el autor ya realizó la misma elección. Brubaker utiliza la técnica del narrador-protagonista y del monólogo interior, empleando bocadillos para la voz en off del protagonista (utilizando la elipsis de estructura subjetiva), donde nos cuenta en primera persona sus sentimientos, sensaciones, opiniones y juicios. También emplea el uso del flashback para ayudar al lector a conocer un poco más a fondo a los protagonistas, ya sea revelando situaciones anteriores a la trama principal, o describiendo el origen o el pasado de los personajes importantes de la serie.
El número de viñetas por página fluctúa entre las 7 u 8, aunque con alteraciones según el tipo de suceso que narran.

## Personajes
Uno de los puntos fuertes de Sleeper son sus personajes. Genuinos, carismáticos, con potentes historias sobre sus orígenes, representan esa ambigüedad moral de la que Brubaker hace gala en todas sus obras. Los principales personajes protagonistas son los siguientes:
- Holden Carver/ El Conductor: Apodado así por sus habilidades especiales, obtuvo su poder durante una misión de Operaciones Especiales en la selva amazónica con una raza alienígena de La Sangría. Al entrar en contacto con un artefacto extraterrestre, este se fusionó con su cuerpo, pasando a formar parte de su sistema nervioso. Este suceso es el utilizado como tapadera para infiltrarle en las filas enemigas, pues se lanzó el rumor de que el propio agente sustrajo el objeto y huyó. A partir de entonces, Carver no puede sentir apenas ningún dolor ni sensación física, transformando la energía que se utiliza contra él a su voluntad. Este hecho lo convierte en un ser poderoso, casi indestructible, y volver a la normalidad se convierte en una de sus prioridades, siendo la promesa de su involución el motivo fundamental para que acepte engrosar las filas terroristas, trabajando como agente doble para el Gobierno. Deshumanizado por el entorno y su poder, transita entre la melancolía de su anterior vida y la redención que espera obtener una vez concluya su cometido.

- TAO: Acrónimo de Organismo Tácticamente Aumentado, este bebé probeta ejerce el rol de villano de la serie. A diferencia de Carver, TAO no es una creación original para la serie, sino que ya formaba parte del universo WildStorm, pues fue miembro del grupo Wildcats hasta que se rebeló contra ellos, fue expulsado y escapó. Brubaker lo utiliza y casi lo reinventa, convirtiéndolo en un ser súper inteligente, líder de una organización secreta que domina el mundo a la sombra, controlando a los Gobiernos como títeres a su antojo. Hay algo del Mito de Prometeo en sus acciones, pues se pregunta por qué no tiene alma, ya que su falta de empatía y emociones lo empujan a anhelar el pandemónium, pues entiende que esa es su naturaleza y que debe ser fiel a ella. Sus habilidades derivan de un experimento del Gobierno, que aumentó de manera artificial su capacidad mental y su inteligencia, convirtiéndolo en un ente capaz de anular la voluntad de las personas.

- Jack Lynch: Jefe de Operaciones Especiales, es uno de los mandamases del Gobierno. Al igual que TAO, Lynch tampoco es creación original de Brubaker para Sleeper. Al contrario, este es uno de los personajes más recurrentes dentro del universo WildStorm, ejerciendo un papel similar al de Nick Furia en el firmamento Marvel, es decir, el agente al mando de los servicios de espionaje estadounidenses. Es el propio Lynch quien promete a Carver una cura para su problema si acepta trabajar de infiltrado, y quien le manipula constantemente para lograr sus fines. Con este protagonista, Brubaker enseña al lector su particular escala de grises, esquivando el maniqueísmo, demostrando que ninguno de los dos bandos se diferencia sustancialmente del otro, ya que tan sólo una fina y translúcida línea separa el bien del mal. También le sirve para describir a Carver como un hombre de honor, pues Lynch, desconfiado y acumulador de enemigos, confía plenamente en él porque conoce sus códigos.

- Miss Misery: Uno de los lugartenientes de TAO, mujer de gran belleza y arma mortífera, es otro de los personajes creados exclusivamente para la serie. El autor utilizó el arquetipo de femme fatale explotado a la máxima potencia, describiendo a una persona hedonista y crápula. Utiliza el sexo de manera amoral, y la violencia como forma de curación a su enfermedad. Su forma de sanar es realizando actos malvados y, como si de una Keres (diosas de la muerte griegas) se tratara, disfruta torturando y asesinando personas. Mantiene una relación sexual con Carver y, cuando ésta se torna amorosa, comienza a enfermar y necesita cometer actos infames para recuperarse.

- Genocidio: Personaje original, es otro de los miembros de la estructura de TAO que está ascendiendo raudamente en la jerarquía. Es el compañero habitual de misiones de Carver, y entre ambos empieza a surgir una fuerte amistad, allende el compañerismo. Él mismo se define como un psicópata, un asesino de masas[12] híper violento que no vacila en utilizar el homicidio cuando lo cree necesario. Sus habilidades especiales nacen de la constante exposición a la radiación en una central nuclear, y su sed de sangre se encuentra justificada por presenciar impotente la muerte de su hijo pequeño. Su visceral odio a la humanidad encuentra especial acomodo como brazo ejecutor de TAO.

- Grifter: Es uno de los personajes icónicos de WildStorm. Conoce a TAO desde que formaron parte juntos del comando Wildcats. Resulta relevante para el transcurso de Sleeper, ya que es él quien, bajo control mental de TAO, dispara contra Jack Lynch,[13] dejando aislado en el bando terrorista a Carver.

## Temas tratados
Sleeper se caracteriza por el realismo con el que aborda la ambigüedad moral en el submundo del espionaje. Los temas tratados en la obra destacan ante el lector la condición humana de los personajes. Uno de ellos es la cenceña pero difuminada línea que separa el bien y el mal. El tratamiento que la novela realiza de esta temática se puede percibir en el retrato que Brubaker confecciona del bando gubernamental y del terrorista, ya que las personificaciones de éstos (Lynch y TAO), no son tan diferentes; ambos son encantadores manipuladores capaces de utilizar métodos similares (chantaje, asesinato, tortura) para conseguir sus fines. Por tanto, el autor huye del maniqueísmo, aproximándose a una escala de grises moralmente ambigua, donde el juego de reyes y peones acentúa el cinismo con el que ejercen los protagonistas de la historia.
El análisis de la condición humana también está presente en el argumento de la serie, pues plasma la hiper violencia que se halla presente en los bajos fondos o submundos criminales, dándole un enfoque objetivo, pues la violencia mostrada no busca provocar, sino que sirve en el contexto. El tratamiento que efectúa sobre los posthumanos también puede calificarse como realista, pues entiende que la condición humana conduciría a las personas con poderes a ejercer violencia extrema, ya fuera en pos de la justicia o en su beneficio propio. Dibuja, pues, un submundo oscuro, sucio, calamitoso y turbio.
Los gobiernos en la sombra y las teorías conspirativas también están presentes en la serie. En varios capítulos vemos como el grupo de TAO se reúne con una súper elite conocida como “monarquía secreta”, reyes en la sombra que manejan a los gobernantes como titiriteros. Así, describe a estas élites como codiciosas megalómanas que sólo sirven a sus propios intereses.
Un último tema del que se ocupa la serie es el de la redención. Es el leitmotiv del personaje protagonista, el clímax de su trabajo como encubierto. Carver rechaza sus poderes, y más aún lo que debe hacer con ellos, los considera una maldición, y su máxima aspiración es abandonar definitivamente el mundo del espionaje y obtener la expiación de su conciencia.

## Película
En 2008 se estuvo cavilando la posibilidad de llevar esta historia a la gran pantalla. La productora Warner Bros compró los derechos e incluso se dijo que Tom Cruise participaría en el rodaje de la mano del director Sam Raimi o incluso Tim Burton. Sin embargo, el proyecto fue pospuesto indefinidamente hasta que en Variety se ha lanzado la noticia de una película de 'Sleeper' con Ben Affleck y Matt Damon.

## Series relacionadas
Marvel ha publicado dos series del mismo equipo creativo (EdBrubaker y Sean Phillips): Criminal e Incógnito.
- Incógnito[18] cuenta la historia de Zack Aniquilación un archivero que en el pasado fue superhumano al que anularon los poderes. Cansado de su actual rutinaria vida comienza, tras un hecho fortuito, a ejercer de vengador enmascarado. A pesar de sus intentos por pasar desapercibido sus andanzas serán descubiertas por algunos civiles, y por la antigua asociación militar para la que trabajaba y sus supervisores en el Servicio de Operaciones Especiales (S.O.E.), por lo que se desencadenará una serie de problemas a los que tendrá que enfrentarse en solitario.

- Criminal[19] por su parte es una serie de cuatro volúmenes publicada en 2006 y reeditada en 2008. Con una narración en primera persona del protagonista de la historia, Leo Patterson, un experto ladrón que ejerce de carterista para cuidar de un viejo amigo de su padre. Leo se involucra en un asalto a un furgón blindado junto con Seymour, un viejo conocido, Jeff, un policía corrupto, Greta, ex-drogadicta y viuda de un viejo amigo de Leo, y Donnie, timador epiléptico… A partir de este momento su vida se convirtiéndose en una auténtica pesadilla.